# Бартош Бялек
Бартош Бялек (пол. Bartosz Białek, нар. 11 листопада 2001, Бжеґ, Польща) — польський футболіст, форвард німецького «Вольфсбурга».

## Клубна кар'єра
Бартош Бялек народився у місті Бжеґ і грати у футбол починав у місцевому однойменному клубі у нижчих дивізіонах чемпіонату Польщі. З 2014 року Бялек продовжив навчання в академії клубу «Заглемб'є». У листопаді 2019 року Бартош дебютував у турнірі Екстракласи і в першому матчі відмітився забитим голом.
Влітку 2020 року Бялек перейшов до німецького «Вольфсбурга», з яким підписав чотирирічний контракт.

## Збірна
Бартош Бялек виступав за юнацькі збірні Польщі різних вікових категорій. З 2020 року він є гравцем молодіжної збірної Польщі.